# Павленко, Людмила Васильевна
Людмила Васильевна Павленко (укр. Людмила Василівна Павленко, 24 декабря 1970) — украинская футболистка.

## Биография
Карьера начинала в киевских клубах: «Арена», «Алина» и «Спартак».
В июне 1995 году перешла в «Калужанку». В августе 1995 года перешла из киевского «Спартака» в «Калужанку» вместе с Еленой Вдовыка. Первый матч за «Калужанку» провела 1 сентября 1995 года в Москве против команды «Серп и Молот» (0:0). Первый гол за «Калужанку» забила в ворота чебоксарской «Волжанки» 4 сентября (2:1).

## Достижения
Чемпионат Украины
- Чемпион: 1993
- Бронзовый призёр: 1994